# Leobardo López García
Leobardo López García (Coeneo, Michoacán, México, 4 de septiembre de 1983) es un futbolista mexicano. Juega de defensa central y es agente libre 

## Trayectoria
Empezó su carrera como futbolista en la Tercera División en el equipo Tecolotes del Atlético Zacapu. Jugó en Unión de Curtidores de Segunda División, La Piedad y Club León, equipos de Primera División 'A', fue observado por la directiva y cuerpo técnico Club de Fútbol Pachuca y fue fichado para jugar en el torneo de Clausura 2006, logrando con los Tuzos la Copa Sudamericana 2006, Copa de Campeones de la Concacaf 2007, SuperLiga Norteamericana 2007, Copa de Campeones de la Concacaf 2008 y Liga de Campeones de la Concacaf 2009-10 aparte de jugar la Copa Mundial de Clubes de la FIFA 2007, 2008 y 2010
En 2013 ficharía con el Club de Fútbol Monterrey reforzándose para el mundial de clubes de ese año, donde anotaría su primer gol internacional en la victoria 5-1 ante el Al-Ahly, ficharía con el Veracruz en 2014 ganando la Copa MX en 2016. Un año después ficha con el Celaya donde se va a préstamo con el Necaxa ganando la Copa MX en 2018, en 2019 es cedido al Zacatepec y en 2020 regresa con el Celaya donde milita actualmente.

### Clubes
| Club                | País   | Año         | Partidos | Goles | Media |
| ------------------- | ------ | ----------- | -------- | ----- | ----- |
| C.F. La Piedad      | México | 2002 - 2003 | 2        | 0     | 0     |
| Unión de Curtidores | México | 2003 - 2004 | 24       | 11    | 0.46  |
| C. León             | México | 2004 - 2005 | 36       | 5     | 0.14  |
| C.F. Indios         | México | 2005        | 11       | 0     | 0     |
| Pachuca C.F.        | México | 2006 - 2012 | 264      | 17    | 0.06  |
| C.F. Monterrey      | México | 2013 - 2014 | 42       | 3     | 0.07  |
| Veracruz            | México | 2014 - 2017 | 110      | 10    | 0.09  |
| Celaya F.C.         | México | 2017 - 2018 | 43       | 2     | 0.05  |
| C. Necaxa           | México | 2018        | 12       | 0     | 0     |
| C. A. Zacatepec     | México | 2019 - 2020 | 8        | 3     | 0.38  |

## Estadísticas

### Clubes
| C.F. La Piedad · México |               |               |     |    |    |    |    |     |     |    |
| 2.ª | 2002-03       | 2             | 0   | -  | -  | -  | -  | 2   | 0   |    |
| Total club | Total club    | 2             | 0   | -  | -  | -  | -  | 2   | 0   |    |
| Unión de Curtidores · México |               |               |     |    |    |    |    |     |     |    |
| 3.ª | 2003-04       | 24            | 11  | -  | -  | -  | -  | 24  | 11  |    |
| Total club | Total club    | 24            | 11  | -  | -  | -  | -  | 24  | 11  |    |
| C. León · México |               |               |     |    |    |    |    |     |     |    |
| 2.ª | 2004-05       | 36            | 5   | -  | -  | -  | -  | 36  | 5   |    |
| Total club | Total club    | 36            | 5   | -  | -  | -  | -  | 36  | 5   |    |
| C.F. Indios · México |               |               |     |    |    |    |    |     |     |    |
| 2.ª | 2005          | 11            | 0   | -  | -  | -  | -  | 11  | 0   |    |
| Total club | Total club    | 11            | 0   | -  | -  | -  | -  | 11  | 0   |    |
| Pachuca C.F. · México |               |               |     |    |    |    |    |     |     |    |
| 1.ª | 2005-06       | 18            | 1   | 3  | 0  | -  | -  | 21  | 1   |    |
| 1.ª | 2006-07       | 37            | 1   | -  | -  | 7  | 0  | 44  | 1   |    |
| 1.ª | 2007-08       | 32            | 4   | -  | -  | 8  | 0  | 40  | 4   |    |
| 1.ª | 2008-09       | 26            | 3   | 4  | 0  | 9  | 0  | 39  | 3   |    |
| 1.ª | 2009-10       | 26            | 1   | -  | -  | 8  | 0  | 34  | 1   |    |
| 1.ª | 2010-11       | 29            | 2   | -  | -  | 2  | 0  | 31  | 2   |    |
| 1.ª | 2011-12       | 37            | 5   | -  | -  | -  | -  | 37  | 5   |    |
| 1.ª | 2012          | 16            | 0   | 1  | 0  | -  | -  | 17  | 0   |    |
| Total club | Total club    | 222           | 17  | 8  | 0  | 34 | 0  | 264 | 17  |    |
| C.F. Monterrey · México |               |               |     |    |    |    |    |     |     |    |
| 1.ª | 2013          | 12            | 2   | -  | -  | -  | -  | 12  | 2   |    |
| 1.ª | 2013-14       | 21            | 0   | 4  | 0  | 5  | 1  | 30  | 1   |    |
| Total club | Total club    | 33            | 2   | 4  | 0  | 5  | 1  | 42  | 3   |    |
| Veracruz · México |               |               |     |    |    |    |    |     |     |    |
| 1.ª | 2014-15       | 34            | 1   | 1  | 0  | -  | -  | 35  | 1   |    |
| 1.ª | 2015-16       | 35            | 2   | 6  | 2  | -  | -  | 41  | 4   |    |
| 1.ª | 2016-17       | 32            | 5   | 2  | 0  | -  | -  | 34  | 5   |    |
| 1.ª | 2019          | 16            | 0   | -  | -  | -  | -  | 16  | 0   |    |
| Total club | Total club    | 117           | 8   | 9  | 2  | -  | -  | 126 | 10  |    |
| Celaya F.C. · México |               |               |     |    |    |    |    |     |     |    |
| 2.ª | 2017-18       | 36            | 2   | 7  | 0  | -  | -  | 43  | 2   |    |
| 2.ª | 2020          | 4             | 0   | 1  | 0  | -  | -  | 5   | 0   |    |
| 2.ª | 2020-21       | 34            | 0   | -  | -  | -  | -  | 34  | 0   |    |
| 2.ª | 2021-22       | 38            | 2   | -  | -  | -  | -  | 38  | 2   |    |
| 2.ª | 2022-23       | 37            | 1   | -  | -  | -  | -  | 37  | 1   |    |
| Total club | Total club    | 149           | 5   | 8  | 0  | -  | -  | 157 | 5   |    |
| C. Necaxa · México |               |               |     |    |    |    |    |     |     |    |
| 1.ª | 2018          | 11            | 0   | 1  | 0  | -  | -  | 12  | 0   |    |
| Total club | Total club    | 11            | 0   | 1  | 0  | -  | -  | 12  | 0   |    |
| C.A. Zacatepec · México |               |               |     |    |    |    |    |     |     |    |
| 2.ª | 2019          | 5             | 1   | 3  | 2  | -  | -  | 8   | 3   |    |
| Total club | Total club    | 5             | 1   | 3  | 2  | -  | -  | 8   | 3   |    |
| Total carrera | Total carrera | Total carrera | 609 | 49 | 25 | 4  | 39 | 1   | 673 | 54 |
| (1)Incluye datos de la Copa México, InterLiga (2006 y 2009) y Supercopa MX (2018). (2)Incluye datos de la Liga Campeones CONCACAF (2007, 2008-09, 2009-10 y 2012-13), Recopa Sudamericana (2007), SuperLiga (2009), Copa Sudamericana (2007 y 2008) y Copa Mundial de Clubes (2007, 2008 y 2010). |               |               |     |    |    |    |    |     |     |    |

## Selección nacional

### Partidos internacionales
| 1.  | 16 de abril de 2008      | Qwest Field, Seattle, Estados Unidos                                | China      | 1–0 | Amistoso                        |
| 2.  | 24 de septiembre de 2008 | Memorial Coliseum, Los Ángeles, Estados Unidos                      | Chile      | 0–1 | Amistoso                        |
| 3.  | 12 de noviembre de 2008  | Chase Field, Phoenix, Estados Unidos                                | Ecuador    | 2–1 | Amistoso                        |
| 4.  | 28 de enero de 2009      | Oakland–Alameda County Coliseum, Oakland, Estados Unidos            | Suecia     | 0–1 | Amistoso                        |
| 5.  | 11 de marzo de 2009      | Dick's Sporting Goods Park, Commerce City, Colorado, Estados Unidos | Bolivia    | 5–1 | Amistoso                        |
| 6.  | 28 de marzo de 2009      | Estadio Azteca, Ciudad de México, México                            | Costa Rica | 2–0 | Clasificación Mundial 2010.     |
| 7.  | 1 de abril de 2009       | Estadio Olímpico Metropolitano, San Pedro Sula, Honduras            | Honduras   | 1–3 | Clasificación Mundial 2010      |
| 8.  | 11 de agosto de 2010     | Estadio Azteca, Ciudad de México, México                            | España     | 1–1 | Amistoso                        |
| 9.  | 7 de septiembre de 2010  | Estadio Universitario, San Nicolás, México                          | Colombia   | 1–0 | Amistoso                        |
| 10. | 7 de julio de 2013       | Rose Bowl, Pasadena, Estados Unidos                                 | Panamá     | 2–1 | Copa de Oro de la Concacaf 2013 |

### Participaciones en fase finales
| Torneo                 | Sede           | Resultado    |
| ---------------------- | -------------- | ------------ |
| Copa Oro CONCACAF 2013 | Estados Unidos | Tercer lugar |

## Palmarés

### Campeonatos nacionales
| Título           | Club         | País   | Año  |
| ---------------- | ------------ | ------ | ---- |
| Primera División | Pachuca C.F. | México | 2006 |
| Primera División | Pachuca C.F. | México | 2007 |
| Copa México      | Veracruz     | México | 2016 |
| SuperCopa MX     | Necaxa       | México | 2018 |

### Campeonatos internacionales
| Título                           | Club           | País   | Año     |
| -------------------------------- | -------------- | ------ | ------- |
| Copa Sudamericana                | Pachuca C.F.   | Chile  | 2006    |
| Copa de Campeones de la CONCACAF | Pachuca C.F.   | México | 2007    |
| Copa de Campeones de la CONCACAF | Pachuca C.F.   | México | 2008    |
| CONCACAF Liga Campeones          | Pachuca C.F.   | México | 2009-10 |
| CONCACAF Liga Campeones          | C.F. Monterrey | México | 2012-13 |